# 茂木宏美
茂木 宏美（もぎ ひろみ、1977年4月25日 - ）は、日本の女子プロゴルファー。日本女子ツアー通算6勝。

## 経歴・人物
群馬県みどり市出身。群馬県立桐生女子高等学校卒業。
多くのプロゴルファーがジュニア時代よりゴルフを始めているが、高校卒業を機に18歳から研修生としてゴルフを始め25歳でプロテストに合格した。プロ入り2年目の2003年にシード権を獲得してから2015年まで13年連続シードを獲得（複数年シード・産休を含む）。
2016年に約3万円差で51位（50位までシード権）となりシード権を失い、レギュラーツアーからの撤退を表明した。
現在はゴルフ中継解説などを務めつつ、日本女子プロゴルフ協会（JLPGA）にてトーナメントコースセッターを務めており、ワールドレディスチャンピオンシップなどを担当している。

## プロフィール
- 所属 - アース製薬
- 師弟関係 - 時任宏治
- 契約 - クラブ/ブリヂストン、ボール/ブリヂストン、ウェア/ブリヂストン
- 家族 -  夫、長女

## 経歴
- 1996年 - 朝霧カントリークラブ（静岡県）に研修生として所属。
- 2002年 - プロテストに合格。9月1日、日本女子プロゴルフ協会入会（74期生）。
- 2003年 - ステップ・アップ・ツアー・穴吹工務店レディースカップ優勝、大王製紙エリエールレディス3位、賞金ランク51位で初シード権を獲得。
- 2004年 - リゾートトラストレディスで初優勝。マンシングウェアレディース東海クラシックでも勝ちシーズン2勝、賞金ランク15位。
- 2005年 - 賞金ランク14位。（自己最高）
- 2006年 - 賞金ランク17位。
- 2007年 - クリスタルガイザーレディスで3年ぶりツアー3勝目。 賞金ランク15位。
- 2008年 - ベルーナレディースカップで地元優勝。ツアー4勝目。 賞金ランク18位。
- 2009年 - 賞金ランク26位。
- 2010年 - 賞金ランク26位。10月10日に一般男性と結婚[2]。
- 2011年 - ヨネックスレディスで3年ぶりに優勝。ツアー5勝目。賞金ランク20位。
- 2012年 - 賞金ランク14位。（自己最高タイ）
- 2013年 - ワールドレディスチャンピオンシップ サロンパスカップでメジャー初優勝、ツアー6勝目。賞金ランク28位。
- 2014年 - 賞金ランク93位。2月12日に女児を出産[3]。産休により中盤戦以降の14試合のみ出場。
- 2015年 - 賞金ランク30位。
- 2016年 - 賞金ランク51位。賞金シードを逃す。2013年の公式戦優勝による3年シードも切れ、シード権をすべて失う。